# Betkil Szukwani
Betkil Szukwani znany też jako Bekir Özlü (ur. 30 sierpnia 1988 w Mestii) – turecki judoka pochodzenia gruzińskiego.

## Życiorys
W 2011 roku zdobył srebrny medal na Mistrzostwach Europy w Judo 2011 w kategorii 60 kg.
Uczestniczył w Letnich Igrzyskach Olimpijskich w 2012. Odpadł w drugiej rundzie, przegrywając pojedynek z Sofiane Milousem.
W 2015 przyjął obywatelstwo tureckie, zmieniając nazwisko na Bekir Özlü. Reprezentował Turcję na Letnich Igrzyskach Olimpijskich w 2016. Odpadł w drugiej rundzie, przegrywając pojedynek z Ashleyem McKenzie.